# Setmana Santa

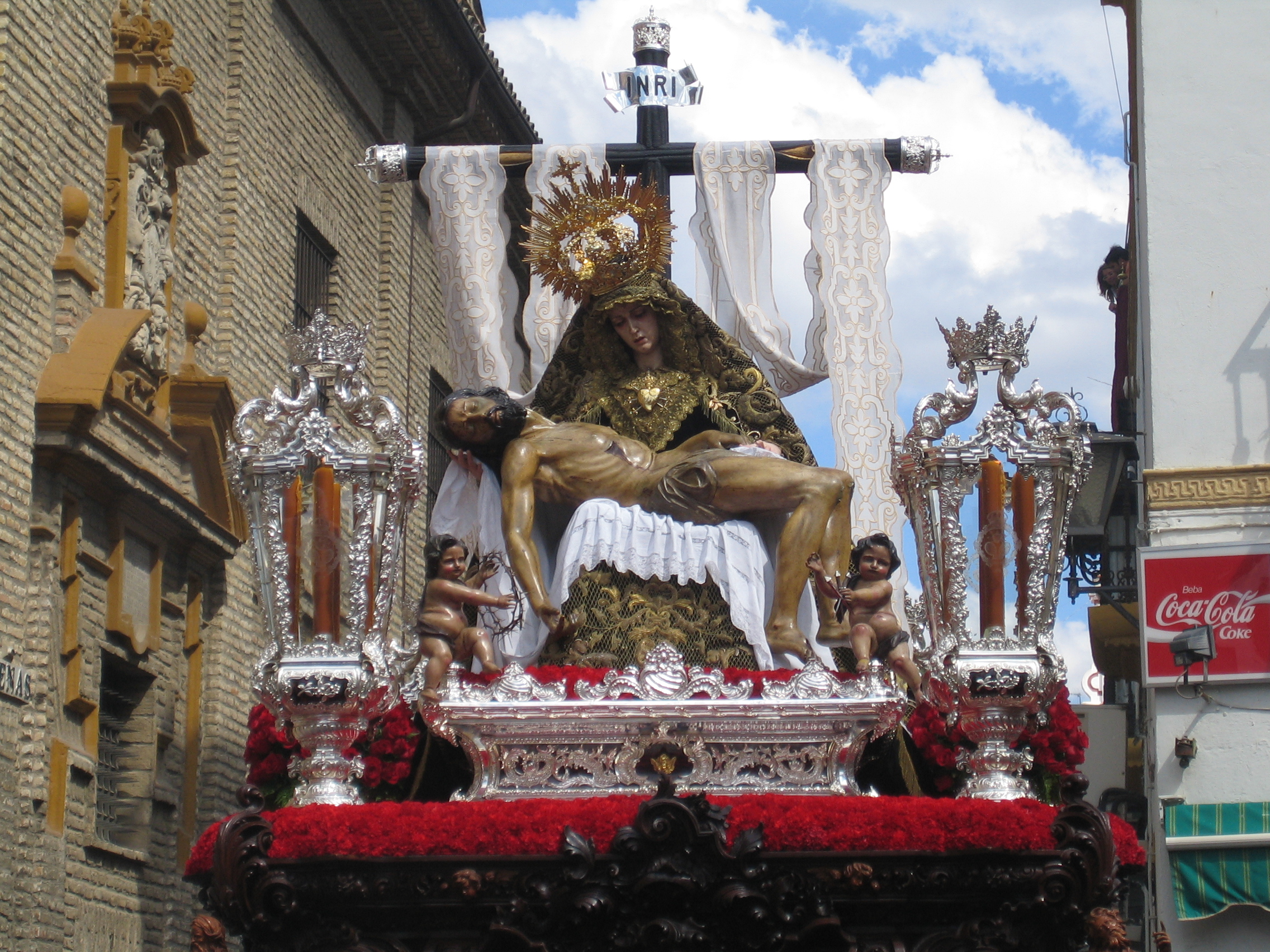
Imatge de la mort de Jesucrist

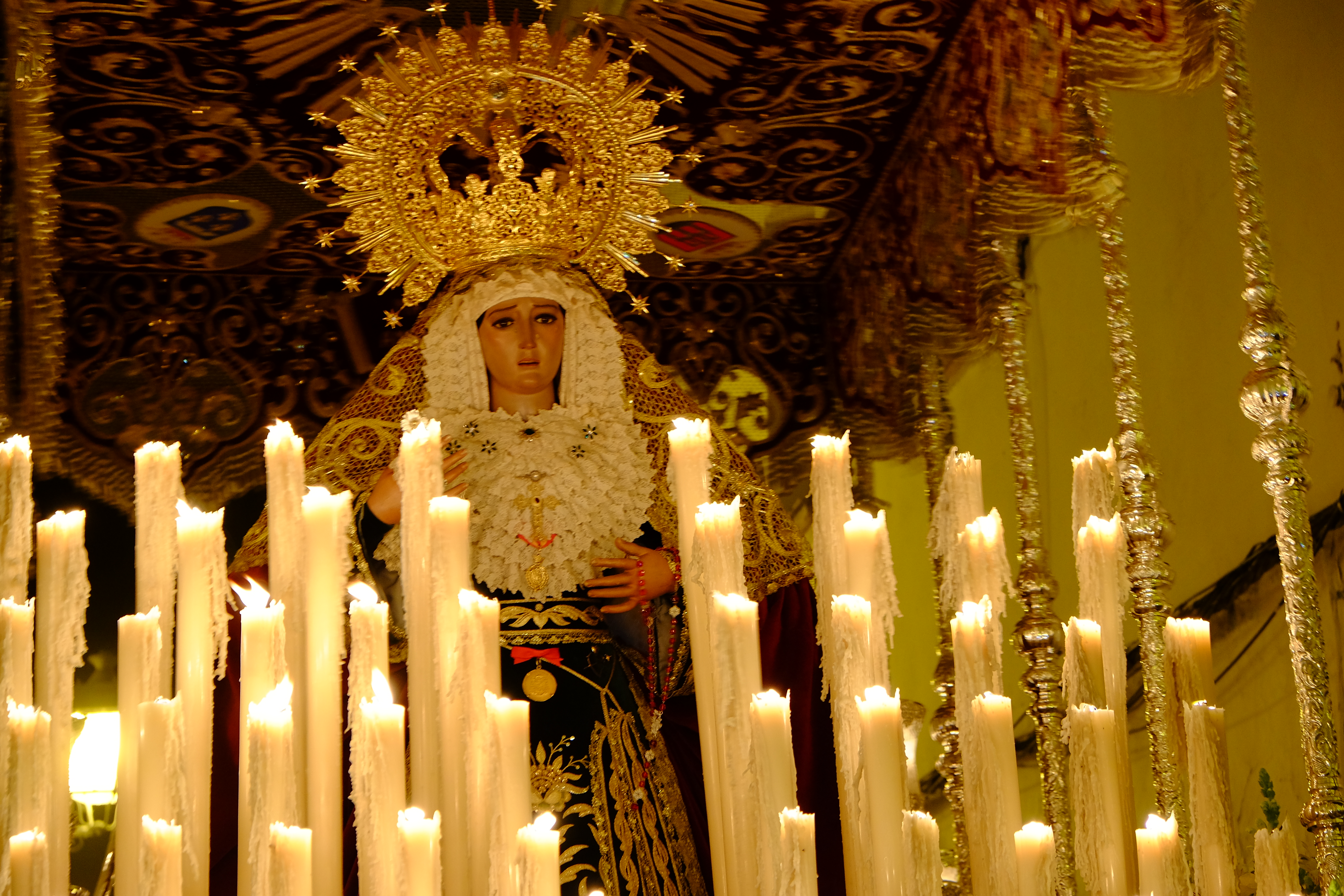
María Santísima de la Amargura en una processó a Arcos de la Frontera.

La Setmana Santa és el moment més important de l'any litúrgic cristià. Commemora l'entrada de Jesucrist a Jerusalem, la seva mort a la creu i la seva resurrecció.
La ubicació al calendari d'aquestes celebracions canvia cada any i oscil·la entre els mesos de març i abril, ja que la data de la Pasqua es fixa a partir de la primera lluna plena de primavera. Per això, la majoria d'aquests actes se celebren sota la lluna plena de març-abril. D'altra banda, les esglésies d'occident i les d'orient utilitzen calendaris diferents per determinar el dia de Pasqua (el calendari gregorià a Occident i el calendari julià a Orient).

## Als Països Catalans

### Diumenge de Rams
Any rere any, entre el diumenge de Rams i el dissabte Sant, els carrers de moltes localitats catalanes s'omplen de processons que posen de manifest la vigència i la significació social d'una tradició molt arrelada a la cultura del país. La desfilada de passos o misteris, armats i vestes, presenciada i viscuda per milers d'espectadors, fa de les manifestacions religioses populars de la Setmana Santa uns esdeveniments de gran rellevància ciutadana.
Dins de l'ampli ventall de processons catalanes que es duen a terme actualment, n'hi ha una que es diferencia de la resta pel fet de celebrar-se amb anterioritat a l'inici de la Setmana Santa. Es tracta de la tradicional processó en honor de la Mare de Déu dels Dolors, que transcorre en silenci el divendres abans del diumenge de Rams. És una mostra de devoció popular local especialment arrelada a les comarques gironines. A Mieres, on la celebració es remunta al segle xviii, hi participen uns personatges particulars, com els botxins, els dimonis banyuts i el nunci o pregoner, que amb un estil de recitació arcaic proclama la sentència a mort en alguns punts clau del recorregut processional.
Curiosament, a Lleida la processó de la Verge dels Dolors surt el diumenge de Rams, una festivitat que la comunitat cristiana celebra amb processons que commemoren l'entrada de Jesús a Jerusalem i que inclouen la benedicció dels rams, d'olivera o de llorer, les palmes i els palmons. En al·lusió a la somera que Jesús va cavalcar segons el relat evangèlic, la processó que se celebra aquell dia a la Ciutat Vella de Barcelona rep el nom de 'La Burreta'. A banda de les processons, el diumenge de Rams també és una data assenyalada per la celebració de les tradicionals fires i mercats del Ram.

### Dimecres, dijous i divendres
Un dels actes litúrgics més destacats de la Setmana Santa és l'Ofici de Tenebres de les matines de dimecres, dijous i divendres sants, durant els quals s'exposa el tenebrari, un triangle de ciris encesos, que es van apagant un per un després de cada versicle que es llegeix. Quan ja no queda cap ciri encès, l'església, completament a les tenebres, retrona pel soroll que es fa amb les matraques, roncadores o carraus o bé picant de peus o colpejant els bancs de l'església. Aquest acte es coneix com a 'matar, picar o fer els fasos' o també 'matar jueus'. Per aconseguir que el repicar sigui encara més fort, també hi participen els armats amb llances.
En moltes poblacions catalanes, els armats, que segons les diferents tradicions locals també reben els noms de 'manaies', 'manages' o 'estaferms', formen la comitiva que encapçala les processons de Setmana Santa. És un grup d'homes vestits de soldats –normalment romans– que surten a les processons en representació dels soldats que custodiaven Jesús. Les coreografies que realitzen al llarg del recorregut processional són molt elaborades, requereixen moltes hores d'assaig i permeten distingir els diferents grups. Encara que la seva existència es documenta des del segle xviii, actualment la indumentària de la gran majoria de grups d'armats segueix el model popularitzat pel cinema al segle xx, amb notables excepcions com els 'estaferms' de Besalú, que vesteixen de blanc, amb una faixa vermella, unes espardenyes de veta i un capell de ferro inspirat en les armadures medievals.
Al Rosselló i, en particular, a Perpinyà, la Setmana Santa es caracteritza per mantenir unes formes d'expressió i un cerimonial que es remunten a l'edat mitjana. A banda de les cerimònies estrictament religioses, els actes més colpidors són les processons nocturnes i diürnes que l'Arxiconfraria de la Sang, fundada l'any 1416 arran de la prèdica de sant Vicent Ferrer, organitza els dijous i divendres sants a Arles, Bulaternera, Cotlliure i sobretot a Perpinyà, on aquesta celebració adquireix el relleu de símbol de l'espiritualitat popular catalana.
A Catalunya, la valoració del patrimoni cultural propi i la fidelitat a les formes autòctones de celebrar la Setmana Santa conviuen amb el respecte per la tradició forana. Així, des dels anys 70 del segle xx, la comunitat d'origen andalús de l'Hospitalet de Llobregat celebra la Setmana Santa en terres catalanes a la manera que caracteritza les processons del sud de la Península. L'element més emblemàtic d'aquestes processons són les 'saetes', entonades pels 'cantaores' o 'cantaoras' en un gènere que es considera l'expressió del patiment del poble andalús. L'organització de les processons va a càrrec de la Confraria 15+1, un nom que fa al·lusió a la vocació popular de l'associació laica, formada pels 15 fundadors, i 1, el poble unit pel sentiment comú de l'enyorança de la terra d'origen.
En moltes localitats catalanes, la nit del dijous Sant és una de les més esperades de tot l'any. És la nit en què temples, carrers i places acullen les processons nocturnes i les representacions escèniques que rememoren la captura, crucifixió, agonia i mort de Jesús. Són unes celebracions tradicionals que desperten una gran expectació entre els participants i constitueixen un dels punts culminants de la Setmana Santa de la forma més genuïna.
Entre les processons del dijous Sant, una que ja es documenta al segle xvii és la de Badalona, que destaca tant per l'antiguitat com pel valor emotiu. Com altres que se celebren el mateix dia arreu del país, la processó badalonina es coneix com a processó del Silenci, nom que rep perquè els participants i espectadors guarden el més absolut silenci mentre la processó transcorre pels carrers medievals del barri de Dalt. A més, cal fer esment de la particular il·luminació basada únicament en les espelmes amb les quals els veïns decoren finestres i balcons, a més dels ciris que il·luminen les creus situades a les parets de les cases o que porten els membres del seguici.
Ara bé, pel que fa al sistema d'il·luminació de les processons catalanes, l'exemple més particular és, sense cap mena de dubte, el dijous Sant al carrer dels Cargols de la vila de Verges. En aquest carrer, un dels més estrets del recorregut de la processó, dues fileres de closques de cargol, convertides en llumets d'oli i enganxades a la paret amb cendra, creen l'ambientació ideal per al pas de la cèlebre Dansa de la Mort.
Aquesta dansa macabra, l'única que s'ha mantingut vigent a Europa en el context popular, és integrada per cinc figures al·legòriques: la dalla que l'encapçala i que encarna la mort, la bandera que la centra i que alça un penó que declara l'efímer vital ('Lo temps és breu') i la inexorabilitat de la mort ('A ningú perdono'); a banda i banda els dos nens portadors dels platets de cendra, la volàtil matèria en què acaba la vida terrenal, i tanca la dansa el nen que ostenta un rellotge sense busques i assenyala a cada pas, aleatòriament, una hora distinta, al·legoria de la incertesa en l'arribada de la mort. Completa la comparsa el timbaler, únic instrument que marca el ritme, i els portadors de torxes.
Una altra celebració nocturna de gran espectacularitat és el Viacrucis Vivent que es representa cada divendres Sant al municipi de Sant Hilari Sacalm des de fa més de tres segles. Les catorze estacions que conformen el Viacrucis prenen el punt de partida amb l'escena de la presa de Jesús a l'hort de Getsemaní, situada al jardí de Can Rovira, la casa més antiga del poble. Des d'aquí s'inicia un recorregut per la part vella de Sant Hilari, que culmina al turó de la Baga, que sembla un escenari fet a mida per a la corprenedora escena de la crucifixió.

### Dissabte Sant
L'última de la sèrie de processons inclosa en la Setmana Santa de Tarragona és la que es fa el dissabte Sant. Aquesta processó només admet la participació de dones i es coneix com la de la Soledat, perquè simbolitza la soledat de la Mare de Déu la vigília de la resurrecció. L'origen es remunta a l'època en la qual les dones tenien prohibit sortir a la processó del Sant Enterrament, el Divendres Sant. El moment de màxima emotivitat arriba quan la imatge de la Mare de Déu, després de recórrer els carrers de la part alta de Tarragona i havent entrat a la Catedral de cara, acompanyada del toc dels timbalers, és girada de cara al públic. L'impacte entre els assistents recorda el de les Tres Gràcies, punt àlgid de la Setmana Santa de Reus protagonitzat per la imatge del Sant Crist de la Sang.

### Diumenge de Resurrecció
Algunes poblacions arreu dels Països Catalans, com per exemple Montuïri (Mallorca), Riba-roja d'Ebre (Ribera d'Ebre) o Sarral (Conca de Barberà), clouen les processons de Setmana Santa el Diumenge de Resurrecció amb la processó que es coneix com la de l'Encontre i que simbolitza el retrobament del Crist ressuscitat amb la Mare de Déu. A Alfarrasí (Vall d'Albaida), la tradició, popularment coneguda com a 'angelet de la corda', té un final particular: quan les figures de la Dolorosa i del seu fill es troben a la plaça Major, una xiqueta, vestida d'àngel i subjectada per un pedestal recobert per una mena de núvol de cotó, baixa per una maroma des d'un balcó i treu el vel negre que cobreix el rostre de la imatge de la Mare de Déu, com a senyal de l'anunci de la resurrecció de Crist. Durant l'acte es deixen anar coloms i globus de colors, mentre sona la banda de música i es dispara una traca.
El conjunt de pràctiques festives que tenen lloc durant la Setmana Santa arreu del país es fonamenten en l'arrelat sentit de pertinença a una cultura i a una tradició. Si aquestes manifestacions culturals catalanes s'han mantingut vigents fins a l'actualitat i gaudeixen de vitalitat és gràcies a l'esforç individual i col·lectiu de les persones que s'hi senten fortament vinculades.

## Celebracions
- Divendres de Dolors és el divendres anterior al diumenge de Rams.
- Dissabte de Passió
- Diumenge de Rams commemora l'entrada de Jesús a Jerusalem.
- Dilluns Sant s'inicien els cicles de processons de Setmana Santa en moltes localitats.
- Dijous Sant es commemora l'Últim Sopar.
- Divendres Sant recorda la Crucifixió.
- Dissabte Sant (anomenat fins a la reforma litúrgica de 1955 Dissabte de Glòria) s'hi celebra la Vetlla Pasqual.
- Diumenge de Pasqua o de Glòria se celebra la Resurrecció.

## Folklore
Els actes religiosos han tingut, a més de llur sentit litúrgic, un marcat caràcter popular i folklòric; als Països Catalans hi ha diverses tradicions relacionades amb la Setmana Santa:
- el salpàs, que a les zones rurals catalanes es feia el dimarts Sant i a les Balears el dissabte de Glòria.
- el matar jueus de Dijous Sant.
- la dansa de la mort a Verges durant la processó de Dijous Sant.
- el tortell del Dia de Rams i la mona de pasqua, feta de xocolata o de pa de pessic, el Diumenge de Pasqua o el Dilluns de Pasqua.
- les celebracions de processons religioses, amb figures religioses, penitents, i moltes vegades manaies o armats, que són formacions de confrares vestits amb l'uniforme dels antics soldats romans, així com les representacions teatrals de la Passió en diferents pobles i viles; per exemple, la Passió d'Esparreguera, la Passió d'Olesa de Montserrat, la Passió de Benetússer, la Passió de Vilalba dels Arcs o el Diumenge de Rams d'Elx.
- les caramelles, que celebren la resurrecció de Jesucrist i que es canten a molts pobles dels Països Catalans, especialment a la Catalunya vella. A cada indret surten un dia determinat, que sol oscil·lar entre el Dissabte de Glòria, el Diumenge de Pasqua o el Dilluns de Pasqua. Unes de les més antigues i que conserven una vestimenta diferenciada són les que es canten a Sant Julià de Vilatorta (Principat de Catalunya, Osona).

## Calendari aproximat
A partir del càlcul de la Pasqua s'obtenen les dates exactes de cada festivitat, que sempre es mouen entre les següents dates;
| Festa                     | Situació en el calendari                                    | Data mínima | Data màxima |
| ------------------------- | ----------------------------------------------------------- | ----------- | ----------- |
| Dijous Gras               | Setè dijous abans del Dijous Sant                           | 29 de gener | 4 de març   |
| Diumenge de Carnestoltes  | Setè diumenge abans del diumenge de Pasqua                  | 1 de febrer | 7 de març   |
| Dimecres de cendra        | Setè dimecres abans de Pasqua Florida (comença la quaresma) | 4 de febrer | 10 de març  |
| Divendres de Dolors       | Divendres anterior al diumenge de Rams                      | 13 de març  | 16 d'abril  |
| Diumenge de Rams          | Diumenge abans de Setmana Santa i Pasqua Florida            | 15 de març  | 18 d'abril  |
| Dijous Sant               | Dijous abans de Pasqua Florida                              | 19 de març  | 22 d'abril  |
| Divendres Sant            | Divendres abans de Pasqua Florida                           | 20 de març  | 23 d'abril  |
| Dilluns de Pasqua Florida | Pasqua Florida                                              | 23 de març  | 26 d'abril  |
| Dijous de l'Ascensió      | Sisè dijous després de Pasqua Florida                       | 30 d'abril  | 3 de juny   |
| Dilluns de Segona Pasqua  | Setè dilluns després del de Pasqua Florida                  | 11 de maig  | 14 de juny  |
| Dijous de Corpus          | Novè dijous després de Pasqua                               | 21 de maig  | 24 de juny  |
| Diumenge de Corpus        | Novè diumenge després del de Pasqua                         | 24 de maig  | 27 de juny  |